# Морено, Луис (футболист)
Луи́с Море́но (исп. Luis Moreno; 19 марта 1981, Панама) — панамский футболист, защитник. Скандально известен тем, что во время матча национального чемпионата Колумбии пнул сову, прилетевшую на поле, которая через сутки скончалась.

## Карьера

### Клубная
Начинал карьеру в клубе «Депортиво Италия», затем перешёл в команду «Тауро». С перерывами выступал за этот клуб, переходя в команды «Энвигадо», «Санта-Фе» и «Тибуронес Рохос». В 2011 году играл за колумбийский «Депортиво Перейра».

### В сборной
Выступал с 2001 по 2011 годы за сборную Панамы. Участник двух Кубков наций Центральной Америки и нескольких Золотых кубков КОНКАКАФ, в 2005 году стал серебряным призёром Кубка, в 2009 году вошел в символическую сборную.

## Скандал
Во время матча команды Морено против клуба «Атлетико Хуниор» 28 февраля 2011 года талисман клуба-противника, сова, приземлилась на поле, что вынудило арбитра остановить встречу. Однако перед тем, как технические специалисты подбежали к птице, Морено подошёл к сове и пнул её на расстояние около трёх метров. Ветеринары срочно отправили сову в больницу, однако на следующий день она скончалась от болевого шока. Морено со стороны дисциплинарного комитета был оштрафован и дисквалифицирован на две игры, а его поступок был осуждён во всех странах мира, в том числе и в России.